# Niphargus decui
Niphargus decui is een vlokreeftensoort uit de familie van de Niphargidae. De wetenschappelijke naam van de soort is voor het eerst geldig gepubliceerd in 1995 door Karaman & Sarbu.